# Альгамбра
Альга́мбра (исп. Alhambra, от араб. الحمراء‎ аль-хамра — «красная») — архитектурно-парковый ансамбль, расположенный на холмистой террасе в восточной части города Гранада в Южной Испании. Основное развитие получил во времена правления мусульманской династии Насридов (1230—1492), при которых Гранада стала столицей Гранадского эмирата на Иберийском полуострове, а Альгамбра — их резиденцией (сохранившиеся дворцы относятся преимущественно к XIV веку). В состав обширного комплекса, заключенного в крепостные стены с башнями, входили также мечети, жилые дома, бани, сады, склады, кладбище. В настоящее время является музеем исламской архитектуры.

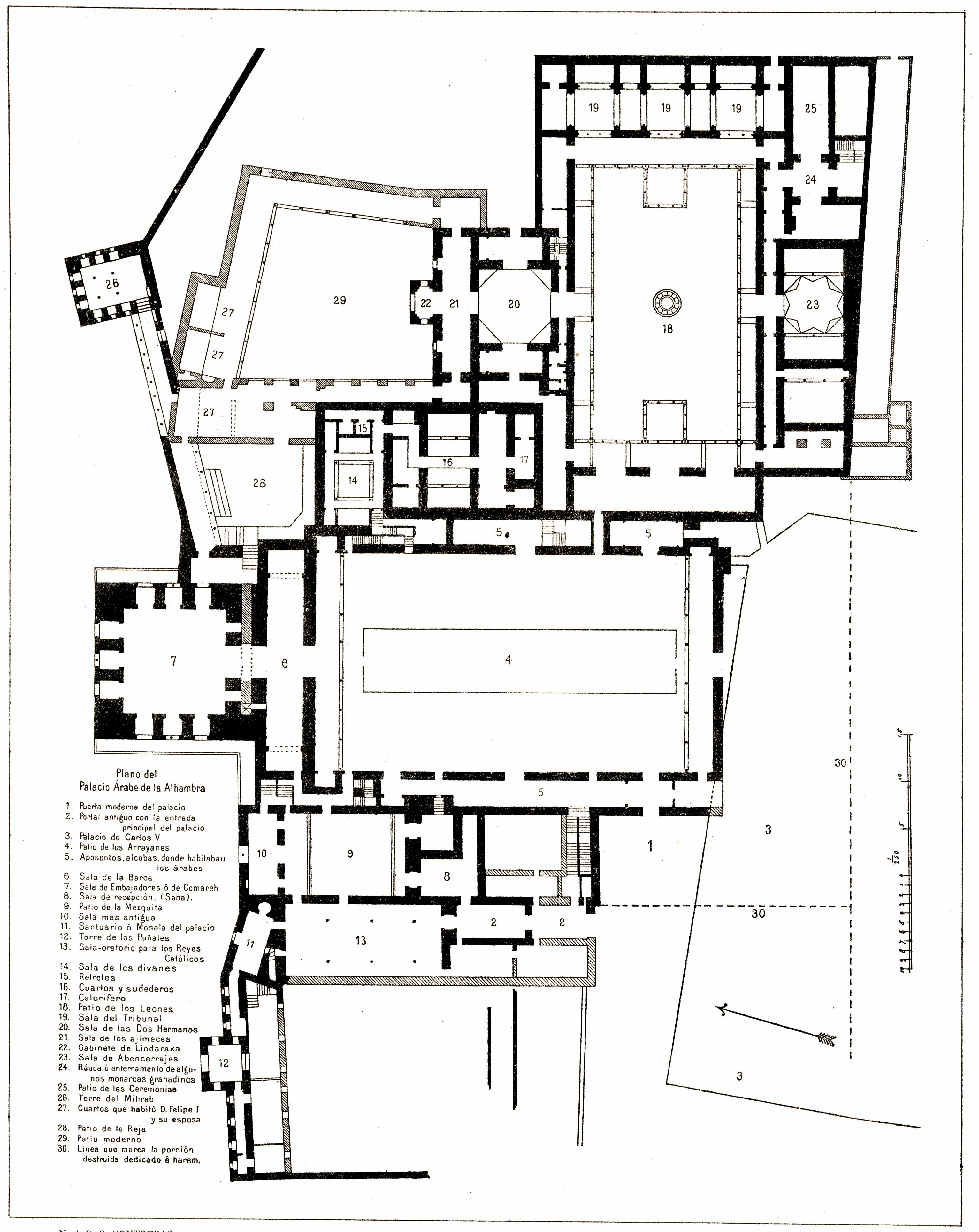
План дворца 1889

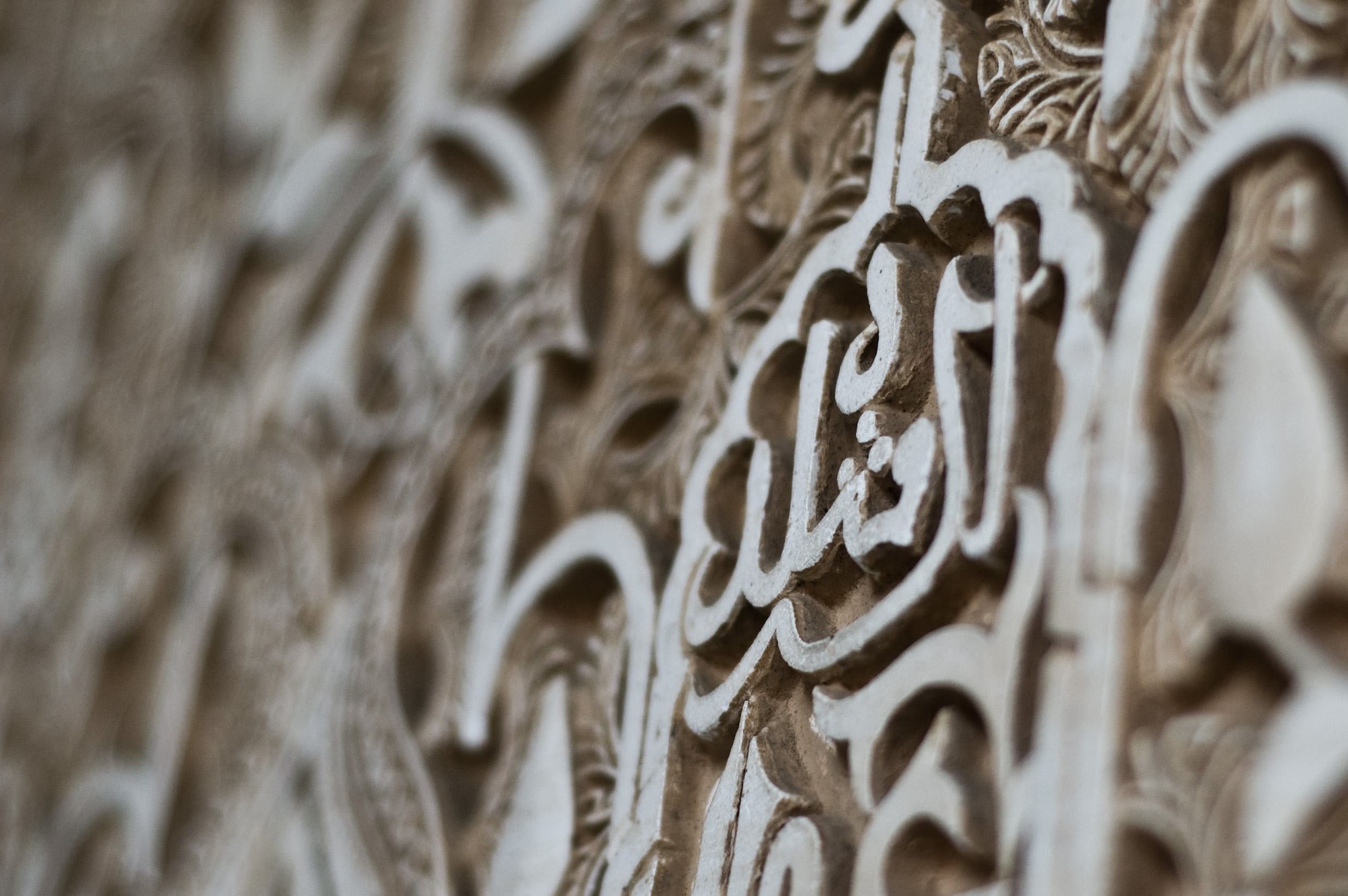
Арабская каллиграфия

Внутренние дворики, переходы, фонтаны и водоёмы прекрасно сочетаются друг с другом. Керамические изразцы, резьба по камню и дереву, причудливые растительные орнаменты и арабская вязь образуют пышное декоративное убранство арок, сводов, изящных столбиков, стройных колонн и резных узорчатых окон. Многие считают Альгамбру высшим достижением мавританского искусства в Западной Европе.
Свет и вода играют важную роль в общей композиции. В уголке парка, спланированном террасами, журчит вода. Она пенится в каскадах, сверкает брызгами фонтанов, резво бежит по каналам и льётся, наполняя пруды и водоёмы. Всё это — в окружении кипарисовых аллей, апельсиновых деревьев, цветущих клумб на фоне покрытых вечными снегами горных вершин и ярко-голубого неба.

## История
Холм Ла-Сабика, бо́льшую часть которого занимает Альгамбра, был населен ещё в доримские времена. Первую крепость здесь построили арабы; она называлась Ильбира (по-испански Эльвира). В конце IX в. здесь укрывался вождь восстания в Кордовском халифате Саввар ибн Хамдун аль-Мухариби. Далее это место долго не упоминается — до XI века, когда полуразрушенное укрепление отстроил Шмуэль ха-Нагид (993—1055/1056), визирь эмира Гранады Бадиса ибн Хабуса из династии Зиридов. До воцарения Насридов Альгамбра представляла собой просто укрепленный квартал (медину). Она могла существовать автономно от города: там были дворец правителя, школы, ремесленные мастерские и т. д.
В 1238 г. Гранаду захватил Мухаммед I ибн Наср, по прозвищу «аль-Ахмар» (Рыжий), отняв её у эмира Мурсии Юсуфа ибн Худа, который ранее, в свою очередь, отобрал её у ослабевших Альмохадов. Войдя в город через Ворота Эльвиры, он занял Флюгерный Замок. На приветствия жителей: «Добро пожаловать, победитель милостью Аллаха!» он отвечал: «Нет победителя, кроме Аллаха» — эти слова (Wa La Ghalib illa Allah) стали девизом основанной им династии Насридов и часто встречаются на стенах Альгамбры.

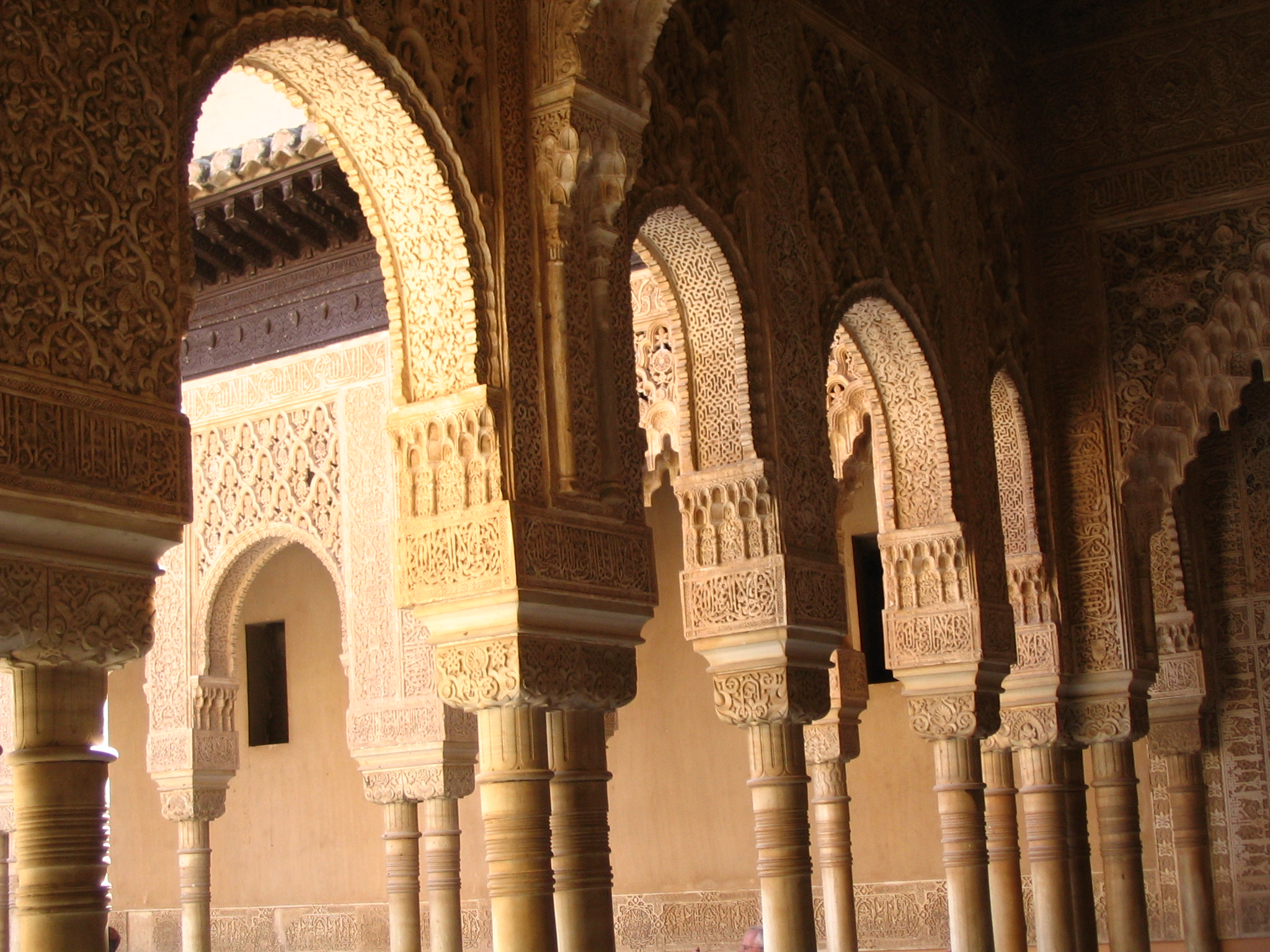
Арки и колонны

Мухаммед I начал строительство дворца, которое продолжил его сын и наследник Мухаммед II (1273—1302). При Юсуфе I (1332—1354) была построена башня Комарес, при Мухаммеде V (1354—1359) — Львиный дворик. Были выделены Алькасаба как цитадель и Медина — жилое поселение с эмирским дворцом.
В 1492 году Гранада была завоёвана Католическими королями, и Альгамбра стала королевской резиденцией. Первым её алькальдом (и генерал-капитаном Гранады) был назначен Иньиго Лопес де Мендоса-и-Киньонес (1440—1515), граф де Тендилья, прозванный «Великим Тендильей», внук знаменитого испанского поэта маркиза де Сантильяны.
В XVI—XVII вв. на месте мечети построена церковь Санта-Мария, а рядом с дворцовым комплексом появился дворец Карла V.
После воцарения Бурбонов, то есть с царствования Филиппа V (1700—1746), испанские короли практически утратили интерес к Альгамбре.
В 1817. французская оккупационная армия, уходя, взорвала некоторые постройки Альгамбры. По приказу маршала Сульта под многие башни подложили взрывчатку и снесли их. Существует легенда, что собирались взорвать и дворцовый комплекс, но его спас капрал инвалидной команды Хосе Гарсия, бросившись на пороховой шнур; в честь его подвига у входа в Алькасабу с площади Альхибес установлена мемориальная доска. Но документальных подтверждений этого события нет.
В 1821 году Альгамбра пострадала от землетрясения.
Со второй трети XIX в. Альгамбра стала привлекать европейских и американских романтиков — литераторов и художников; в частности, она произвела сильное впечатление на Вашингтона Ирвинга, жившего в 1829—1832 г. в Испании, а также на Джорджа Ноэла Гордона Байрона, Франсуа-Рене де Шатобриана, Виктора Гюго, Эдварда Бульвер-Литтона и других.
Тогда же начались работы по реставрации Альгамбры, в которых особо прославились архитекторы Хосе Контрерас Осорио (руководивший работами в 1841—1843 г.), его сын Рафаэль Контрерас-и-Муньос (в 1847—1890 г.) и внук Мариано Контрерас Гранха (в 1890—1910 г.). Впрочем, по современным представлениям их реставрация была далека от научной, они исходили из распространённых в то время и весьма искажённых представлений о мавританской архитектуре, породивших даже архитектурный стиль «альгамбризм». Ближе к историческому облику Альгамбру вернул архитектор-реставратор Леопольдо Торрес Бальбас, хранитель музейного комплекса в 1923—1936 г.

## Архитектура

### Алькасаба

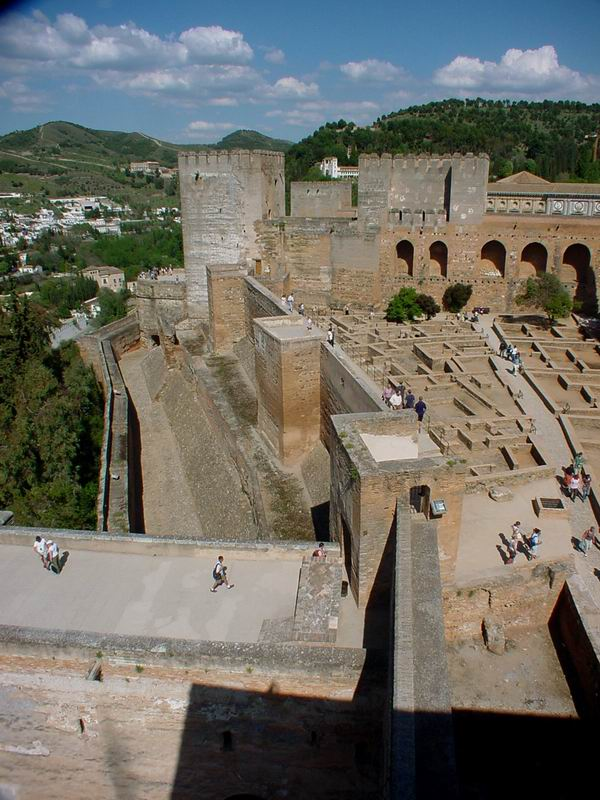
Общий вид Алькасабы с Дозорной башни

Алькасаба (от арабского слова аль-касба, означающего «крепость») — цитадель Альгамбры; именно здесь были построены первые укрепления. Главные достопримечательности:
- Кубическая башня (Torre del Cubo, правильней: круглая башня), или Ла Таона (La Tahona), — полукруглая башня со смотровой площадкой, с которой открывается вид на долину реки Дарро и квартал Альбайсин. Построена в 1586 г. Входит в состав стены, соединяющей Алькасабу с остальным комплексом.
- Адарве (Adarve), дозорный путь на северной стене.
- Оружейная площадь (Plaza de Armas), пространство между стенами Алькасабы. Здесь находятся фундаменты домов, где жил гарнизон и обслуживающее его население, остатки цистерны для воды и виден вход в подземную тюрьму.
- Дозорная башня (Torre de la Vela), самая высокая башня цитадели (около 27 м высотой), квадратная в плане, четырёхэтажная. Именно на ней в 1492 г. завоеватели подняли флаг ордена Сантьяго и королевские знамёна. Позже использовалась как жилище (до середины XX в. здесь жили члены Корпуса инвалидов войны, звонившие в колокол по праздникам). Имела зубцы, но в 1522 г. их разрушило землетрясением. Колокол был установлен в 1492 г. (отчего её стали называть также Колокольной башней, Torre de la Campana), но нынешняя звонница датируется 1840 г. (в 1882 г. разрушена молнией и восстановлена).
- Башня Оммажа (Torre del Homenaje), шестиэтажная, высотой 26 м, в христианскую эпоху выполнявшая функцию донжона. По легенде, в ней жил аль-Ахмар до постройки дворца. Первый этаж использовался как тюрьма и как продовольственный склад.
- Башня Идальго (Torre de los Hidalgos). Невысокая оборонительная башня у подножия Дозорной башни, рядом с бывшими конюшнями.
- Сломанная башня (Torre Quebrada). Высокая башня в центре широкой восточной стены. Построена на месте более старой башни, которая вошла в её состав. Получила название из-за трещины, пересекшей её сверху донизу.
- Башня Щитоносца (Torre del Adarguero). Крайняя южная башня восточной стены Алькасабы.
- Пороховая башня (Torre de la Pólvora). Самая южная, невысокая башня рядом с Дозорной. Здесь хранились запасы пороха.
- Оружейная башня (Torre de las Armas). Соединяла Алькасабу с кварталом Альбайсин через Оружейные ворота (Puerta de las Armas). Давала возможности пройти на внутренний двор и ко дворцу Насридов. Переход сделан в форме колена для упрощения обороны.
- Башня Султанши (Torre de la Sultana). Небольшая башня в южной внутренней стене, по соседству с Садами Адарве. Кроме оборонительного назначения, использовалась как склад и как жилое помещение.
- Сад Адарве (Jardin de los Adarves). Устроен в XVII в. на месте рва между наружной и внутренней южными стенами.

### Площадь Водоёмов и прилегающие к ней постройки
Площадь Водоёмов (Plaza de los Aljibes) расположена между Алькасабой, с одной стороны, и дворцами Насридов и дворцом Карла V — с другой. Получила название от подземных цистерн, выкопанных в этом месте графом де Тендилья в 1494 г. С неё туристы входят в Алькасабу.

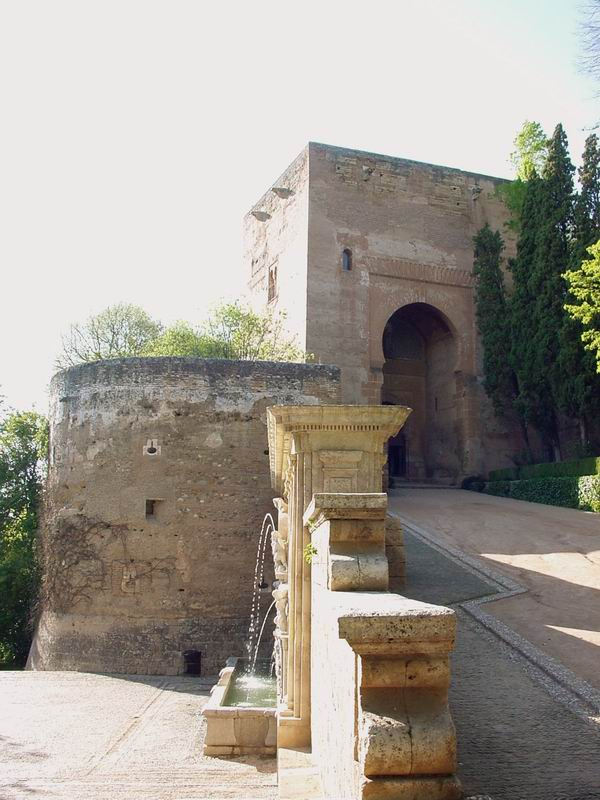
Ворота Справедливости и фонтан Карла V

- Ворота Справедливости (Puerta de la Justicia), или Ворота Эспланады (Puerta de la Explanada), поскольку в своё время перед ними простиралось обширное пространство, — вход в Альгамбру из Альгамбрского леса. Возведены в 1348 г. Над внешними воротами есть арабское изображения руки (возможно, руки Фатимы, дочери пророка), над внутренними — ключа, а также статуя Мадонны в нише, сделанная Роберто Алеманом уже по указанию Католических королей.
- Винные ворота (Puerta del Vino), внутренние ворота, соединявшие площадь Водоемов с Мединой. Одна из самых старинных построек Альгамбры. Строительство этих ворот относят к эпохе Мухаммеда III, то есть к 1302—1309 гг. Оформление западного фасада выполнено в конце XIII — начале XIV в., восточного — позже 1367 г. По одной версии, название ворот объясняется тем, что здесь продавали вино, не облагаемое налогом, по другой — что просто произошло искажение старинного арабского названия «Bib al-hamra'» (Красные ворота), превратившегося в «Bib al-jamra» (Винные ворота). Именно этим воротам французский композитор Клод Дебюсси посвятил фортепианную прелюдию «Ворота Альгамбры».
- Двор Медресе (Patio de la Madraza), развалины медресе — школы, где учились дети эмиров. Восстановлены контуры отдельных помещений.

### Дворец Насридов
Состоит из трех монументальных ансамблей: Мешуара — здания для аудиенций и судов, дворца Комарес — официальной резиденции эмира, Дворца Львов — частных апартаментов.

#### Мешуар (Mexuar)
Самая старая часть комплекса, заметно перестроена после христианского завоевания. Название происходит от арабского слова maswyr — место, где собирается шура, то есть совет министров.

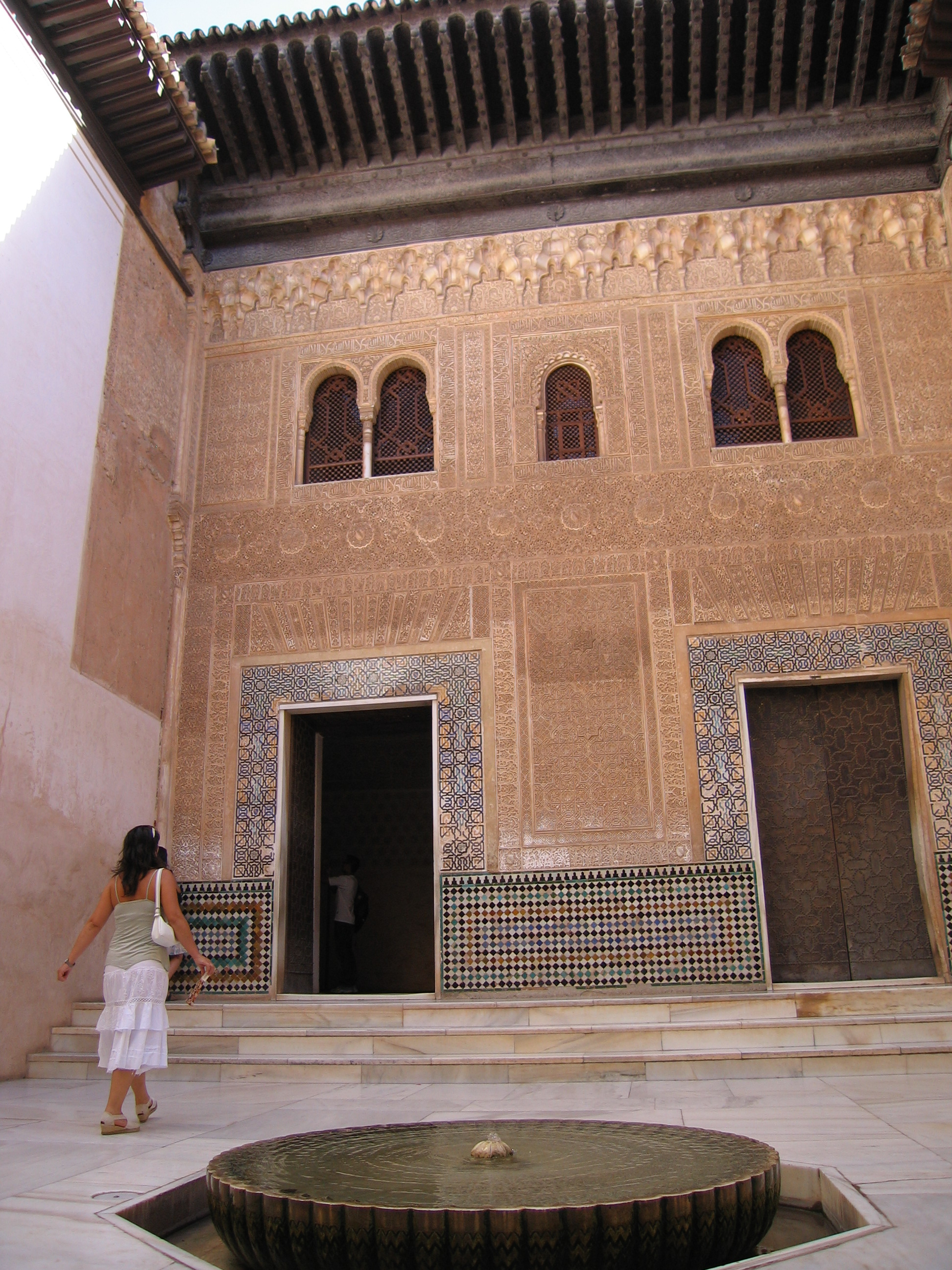
Двор Золотой комнаты

- Зал Мешуара (Sala del Mexuar). В центре зала узорчатый наборный деревянный потолок христианских времен поддерживают четыре колонны с мосарабскими консолями. Потолок сделан в XVI в., до этого в его центре находился световой фонарь (боковых окон не было). Верхняя часть стен украшена гипсовым орнаментом, нижняя отделана изразцами, которые перемежаются панелями с изображениями гербов Карла V, рода Мендоса, Геркулесовых столбов и т. д. В христианский период служил капеллой.
- Молельня (Oratorio). Небольшая комната, примыкающая к Мешуару, откуда открывается вид на Альбайсин. Стены покрыты цитатами из Корана и восхвалениями Мухаммеда V. В восточной части находится михраб. В 1590 г. здесь произошел взрыв; в 1917 г. комнату восстановили.
- Двор Мешуара (Patio del Mexuar), или двор Золотой комнаты (Patio del Cuarto Dorado). Расположен между Мешуаром и дворцом Комарес, с его северной стороны находится вход в Золотую комнату этого дворца.
- Двор Мачука (Patio de Machuca). Расположен к востоку от Мешуара. Посредине находится бассейн в стиле древнеримских нимфеев, в северной части — восстановленный портик, над которым возвышается башня Мачука (Torre de Machuca). Ранее существовавший симметричный портик в южной части двора условно обозначен рядом кипарисов, подстриженных в форме портика. Двор назван по имени архитектора Педро Мачука, который хранил свои планы в прилегающем здании, пока строил дворец Карла V.

#### Дворец Комарес
Дворец Комарес  (Palacio de Comares) был официальной резиденцией эмира. Построен в середине XIV в. при Юсуфе I и его сыне Мухаммеде V. О происхождении его названия высказаны разные версии; возможно, оно происходит от арабского «гамарийя» — так назывались цветные витражи в окнах главного зала его самой высокой башни, тоже названной башней Комарес.
- Миртовый дворик (Patio de los Arrayanes). Центр композиции всего дворца, почти самое знаменитое место Альгамбры (именно он изображен на верхнем снимке). Посредине дворика находится мраморный водоем размерами 34×7,1 м, куда подается вода из двух фонтанчиков по коротким сторонам прямоугольника, за который дворик также называется Патио пруда (Patio del Estanque, Patio de la Alberca). По длинным сторонам он обсажен постриженной изгородью из мирта, по которому двор получил название. По северной и южной сторонам сделаны открытые портики, имеющие по семь полукруглых арок с ажурной резьбой и с колоннами, имеющими капители квадратного сечения (центральная арка выше всех остальных). На их стенах поверх изразцов, уложенных уже при христианах в конце XVI в., идут арабские надписи, восхваляющие эмира, — в частности, стихи Ибн Замрака, министра Мухаммеда V. На концах портиков находятся богато украшенные ниши, где ставились вазы с цветами или масляные светильники. По длинным сторонам дворика — богато украшенные входы в женские покои.
- Золотая комната (Cuarto dorado). Была так названа за наборный резной деревянный потолок в стиле мудехар, расписанный и позолоченный (как и стены) уже при испанских королях. При эмирах, вероятно, в этой комнате сидели писцы и секретари, она была приемной. На втором этаже летом 1526 г. жила Изабелла Португальская, жена Карла V, а после — губернаторы и алькальды. Вокруг комнаты — круговая галерея, служившая дозорным путём для стражников.
- Зал Лодки (Sala de la Barca). Вытянутый прямоугольный зал со входом из северного портика Миртового дворика, соединяющий его с башней Комарес. Его название происходит, по разным версиям, либо от цилиндрического свода, напоминающего перевернутую лодку, либо от искаженного арабского аль-барака — благословение (это слово часто встречается среди арабесок на стенах). Стены покрыты гипсовой лепниной, понизу изразцами.

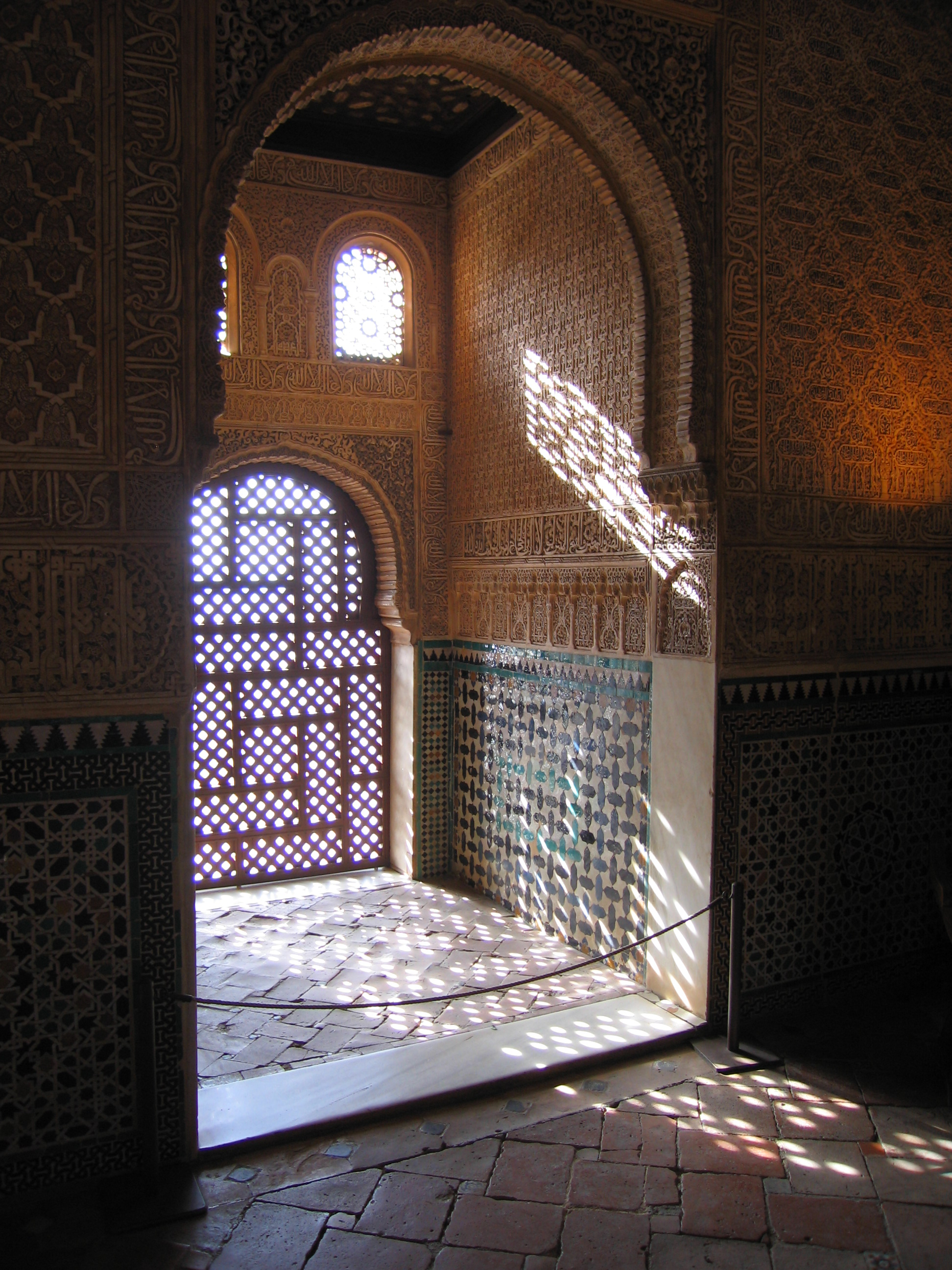
Вход в Зал Послов

- Башня Комарес (Torre de Comares). Самая высокая из башен Альгамбры, высотой 45 м; возвышается над Миртовым двориком с севера. Крупнейшее помещение в ней — Зал послов (Salón de Embajadores), высотой 18,2 м, самый величественный зал Альгамбры. Пол там плиточный, посредине — герб рода Аламаров (XVI в.). В трех стенах, кроме входной, очень толстых (толщиной 2.5 м), проделаны ниши с тремя арками внутрь и окном наружу. Окна, забранные узорными решетками, идут и по второму ярусу. Все стены, ниши, арки, переходы в обилии заполнены надписями, резьбой и лепниной. Чрезвычайно богато украшен деревянный наборный потолок, символически изображающий семь небес мусульманского рая с престолом Аллаха посредине; потолок окружает сталактитовый фриз. На верхнем этаже башни располагалась зимняя спальня эмира, и оттуда шел выход на террасу.
- Бани Комарес (Baños de Comares), или Хаммам. Традиционные арабские бани, сделанные по образцу римских терм. Из дворика Линдараха можно было войти в большой предбанник, или аподитерий. Он назывался Залом отдыха (bayt al-maslaj) или Залом ложей (Sala de las Camas), поскольку по стенам стояли ложа для отдыха после бани. В центре находится фонтан, по сторонам — два помоста, отделенные колоннами. Стены богато отделаны лепниной и изразцами. Наверху сделана галерея, на которой находились музыканты. Свет шел из высокого фонаря в центре потолка. Вся собственно банная зона освещалась через застекленные звездообразные отверстия в куполах. За аподитерием следовал фригидарий (bayt al-barid), зал с холодным бассейном, далее центральный теплый зал, тепидарий (bayt al-wastani), и, наконец, горячий зал, кальдарий (bayt al-sajun), за стеной которого стоял медный котел, где грелась вода. Отопление осуществлялось за счет системы гипокауста под полом и в стенах. Немалая часть отделки восстановлена в XIX в.

#### Дворец Львов
Дворец Львов (Palacio de los Leones) — частные покои эмира. Построен в XIV в. при Мухаммеде V после его прихода к власти; существует также версия, что Мухаммед строил его как дворец, полностью независимый от дворца Комарес. В стиле этого здания чувствуется влияние христианского искусства, видимо, объясняющееся дружбой эмира с кастильским королём Педро Жестоким.

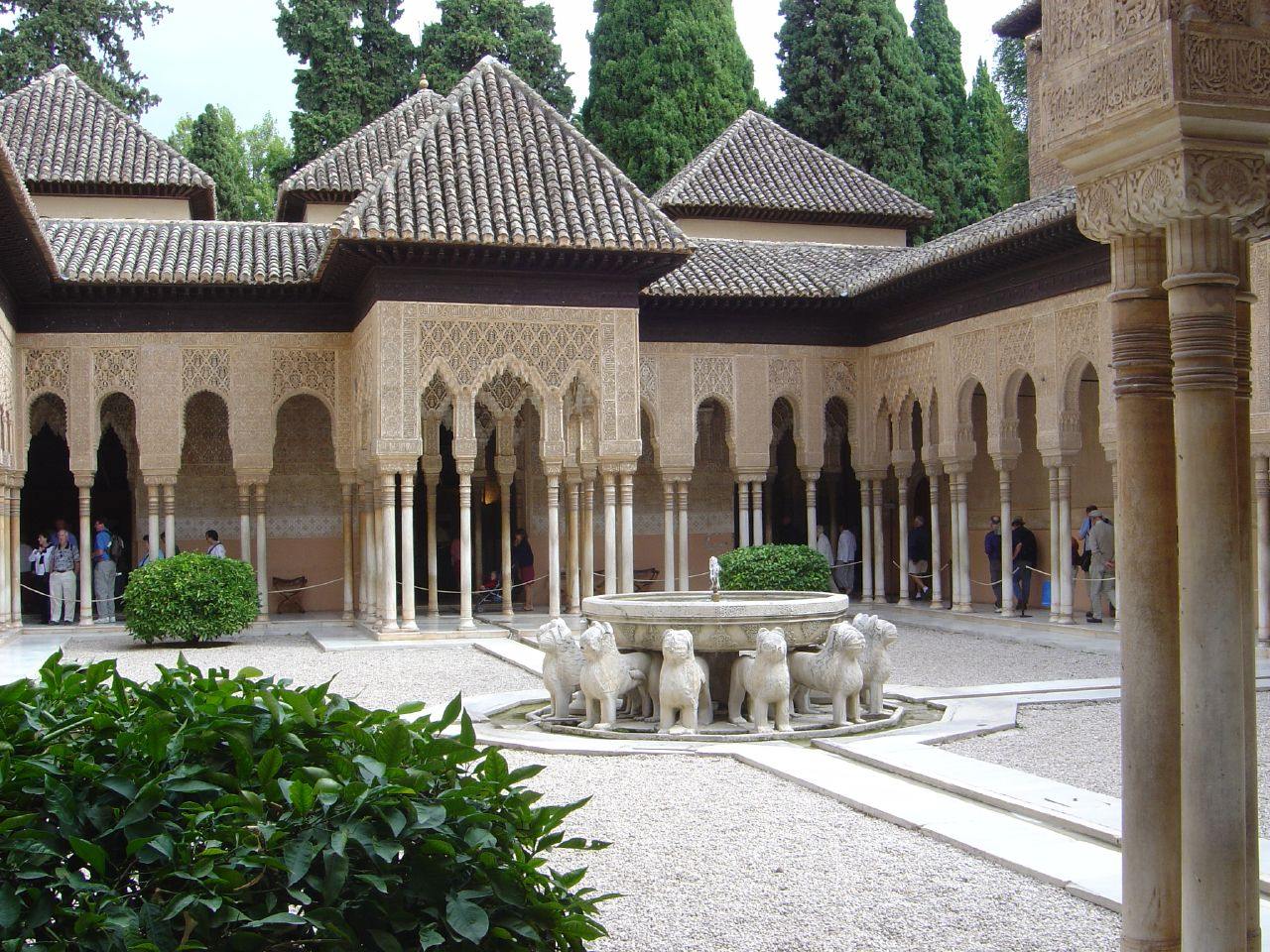
Львиный дворик

- Львиный дворик (Patio de los Leones). Центральный двор дворца, по периметру окруженный арочными галереями, сходными с галереями Миртового дворика, но по преимуществу со сдвоенными колоннами, общее число которых составляет 124. Входы в апартаменты по преимуществу выделены выступающими портиками. Окружающие дома покрыты остроконечными черепичными крышами. Посредине дворика расположен Фонтан львов (Fuente de los Leones), изображающий двенадцать стилизованных львов, держащих на спинах двенадцатигранную чашу. Долгое время существовала версия, что фигуры львов сделаны ещё в XI в. и происходят из дома визиря Шмуэля ха-Нагида, а поскольку он был иудеем, они якобы символизировали двенадцать колен Израиля. Однако при реставрации фонтана в начале XXI в. выяснилось, что и львы, и чаша сделаны во время строительства дворца, то есть во второй половине XIV в. Чаша также украшена стихами Ибн Замрака.
- Зал Сталактитов (Sala de los Mocárabes). Служил как бы вестибюлем для входа во дворец. Названием обязан потолку из мукарн, сильно пострадавшему от взрыва порохового погреба в 1590 г. и замененного; с 1863 г. можно видеть остатки первоначального потолка. Окаймлен вдоль потолка богатым фризом из гипсовой лепнины с надписями и девизами Насридов. Имеет три арочных входа в Львиный дворик.

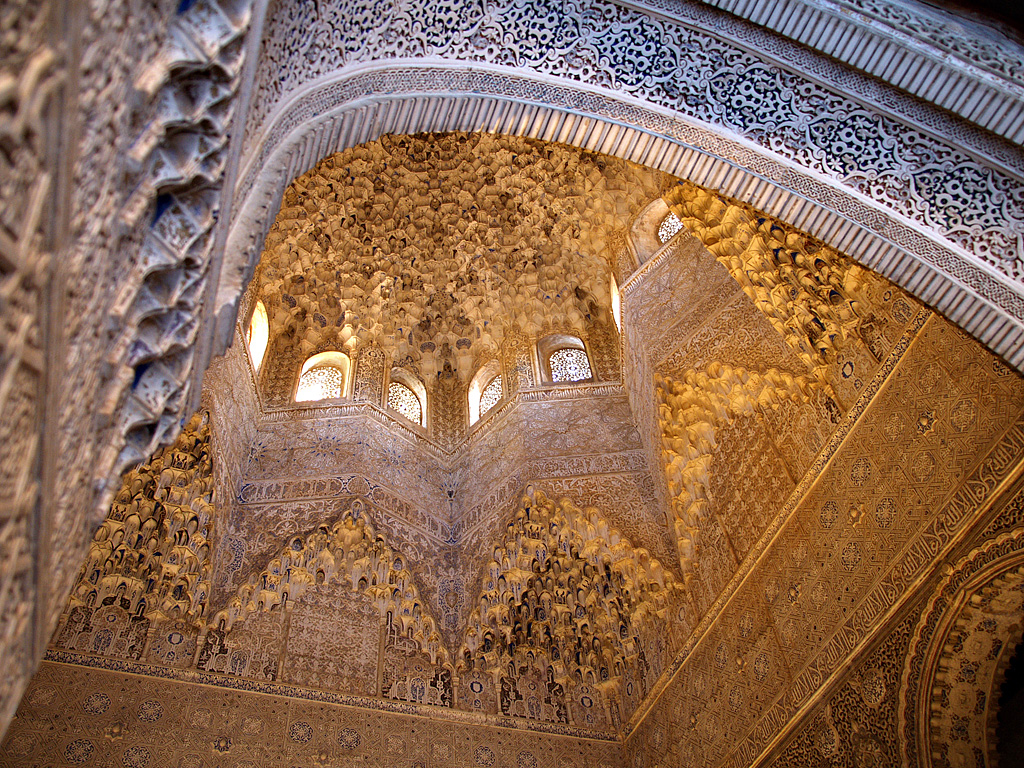
Купол зала Абенсеррахов

- Зал Абенсеррахов (Sala de los Abencerrajes). Расположен в корпусе с южной стороны Львиного дворика. Обязан названием легенде, согласно которой здесь во время празднества было убито 37 представителей знатного рода Абенсеррахов по доносу враждебного семейства: якобы один из Абенсеррахов был близок с женой султана. Ржавые пятна в двенадцатиугольном центральном фонтане ассоциируются с их кровью. Самое заметное в этом зале — купол звездообразной формы, состоящий из мукарн, с окнами, дающими мягкий свет. Стены украшены гипсовой лепниной, понизу — изразцами XVI в.
- Зал Королей (Sala de los Reyes). Замыкает Львиный дворик с востока. Возможно, это была гостиная и зал для отдыха. Разделен парными арками на три квадратных секции. Названием обязан росписи на потолке центральной секции, сделанной на коже и приклеенной: изображено десять сидящих персонажей в характерной восточной одежде, в тюрбанах и с саблями, беседующих меж собой, — по одной из версий, это десять первых эмиров династии Насридов. До XIX в. их считали судьями, и зал назывался Залом Правосудия (Sala de la Justicia). На потолке двух боковых секций изображены галантные сцены с участием кавалеров и дам; здесь также можно усмотреть влияние христианского искусства.

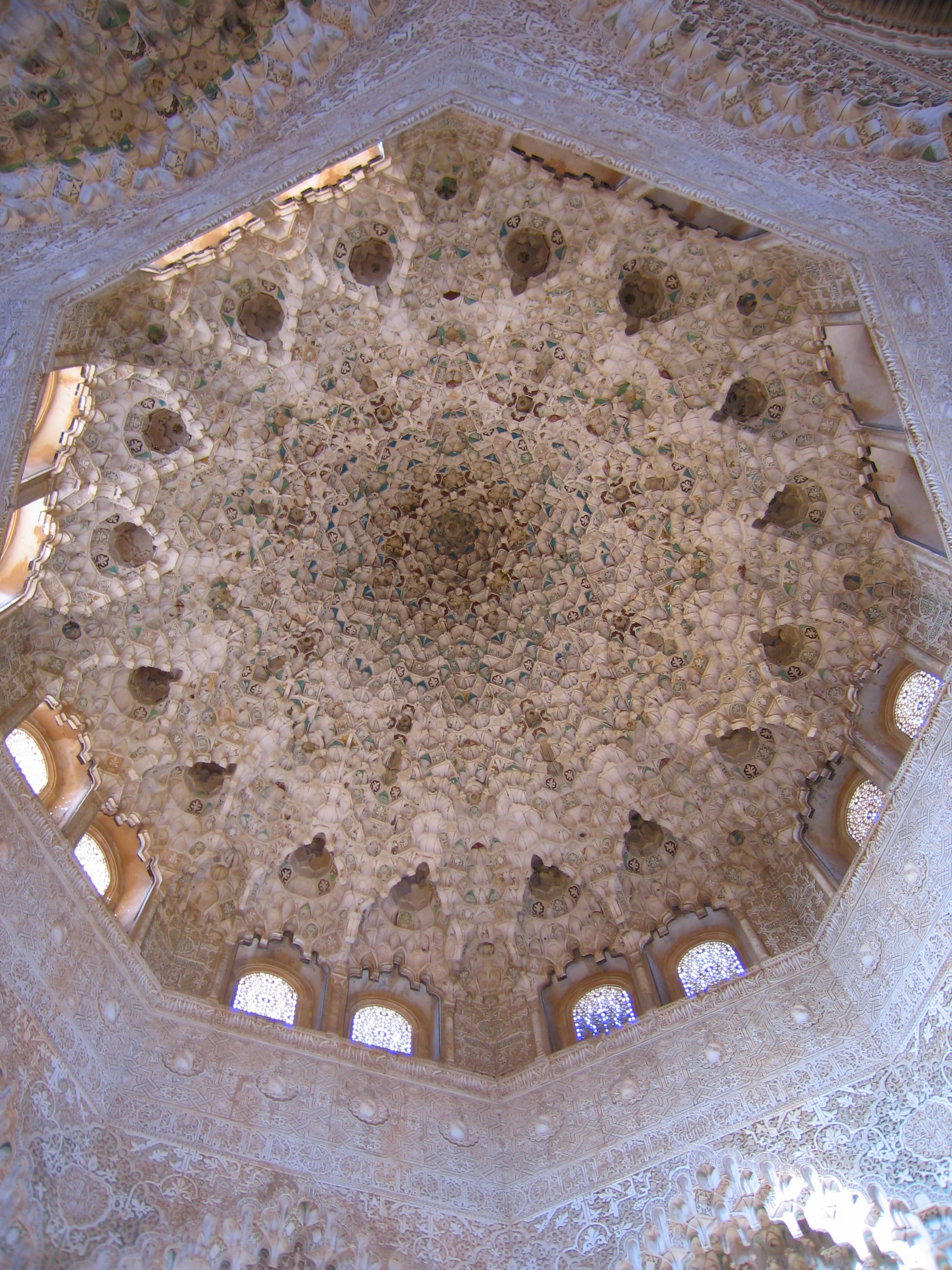
Купол зала Двух Сестёр

- Зал Двух Сестер (Sala de las Dos Hermanas). Центральная комната покоев султанши. Обязана своим названием двум большим мраморным плитам пола, разделенным фонтаном. Особо выразителен здесь восьмигранный купол с мукарнами, который опирается на тромпы, также покрытые мукарнами. Стены покрыты тончайшей резьбой по стуку, где можно увидеть и девизы Насридов. Над дверями сделаны антресоли.
- Зал Бифориев (Sala de los Ajimeces). Примыкает к северу к залу Двух Сестер. Назван так из-за окон-бифориев (с двумя проемами, разделенными колонной) парных балконов на северной стене, выходящих в сад. Купол из мукарн, заново перекрытый в XVI в., стены покрыты гипсовой лепниной.
- Мирадор Дарача (Mirador de Daraxa). Крытый балкон зала Двух сестер, выходящий во дворик Линдараха (Patio de Lindaraja). Первое в анфиладе помещений гарема. Название — от искаженного арабского «И-айн-дар-айша» («Глаза султанши»). Имеет расположенные низко окна (в расчете на сидящих на полу), центральное — двойное арочное, боковые одинарные. Первоначально, до строительства покоев Карла V, из него открывался вид на долину реки Дарро. Гипсовая лепнина со стихами Ибн Замрака, черно-бело-желтый изразцовый цоколь, кессонный потолок.
- Покои Карла V (Habitaciones de Carlos V), или покои императора (Habitaciones del Emperador). Шесть комнат (коридор, кабинет, приемная, спальни императора и императрицы, Зал плодов), пристроенных к дворцу в 1528—1537 гг., в результате чего образовался дворик Линдараха. В них можно было пройти через бывшие дворцовые бани. Архитектор — Педро Мачука. По легенде, именно в этих покоях был зачат будущий Филипп II. В 1829 г. в Зале плодов останавливался Вашингтон Ирвинг, о чём напоминает мемориальная доска, повешенная в 1914 г.
- Будуар королевы (Peinador de la Reina, до XVIII в. мог называться также Tocador или Mirador). Комнаты верхнего этажа башни Аль-Хаджадж (часть титула Юсуфа I), которая примыкает к покоям Карла V, достроенные специально для императрицы Изабеллы Португальской около 1537 г. и расписанные в 1539—1546 гг. Состоят из передней, собственно будуара (кабинета) с арабскими арочными окнами и открытых галерей. Художники Хулио Акилес и Александр Майнер расписали эти помещения гротесками, растительным орнаментом, фигурами путти, мифологическими и аллегорическими сюжетами; цикл фресок в передней посвящён осаде Туниса Карлом V в 1535 г.
- Двор Решетки (Patio de la Reja), или Кипарисовый (Patio de los Cipreses). Создан между стеной, зданием бань и покоями Карла V в то же время, когда строились последние; получил название по решетке балкона на южной стене, сделанного в 1654—1655 г. для прохода между дворцом Комарес и покоями императора. Посредине находится мраморный фонтанчик, по четырём углам — столетние кипарисы.

### Дворец Карла V

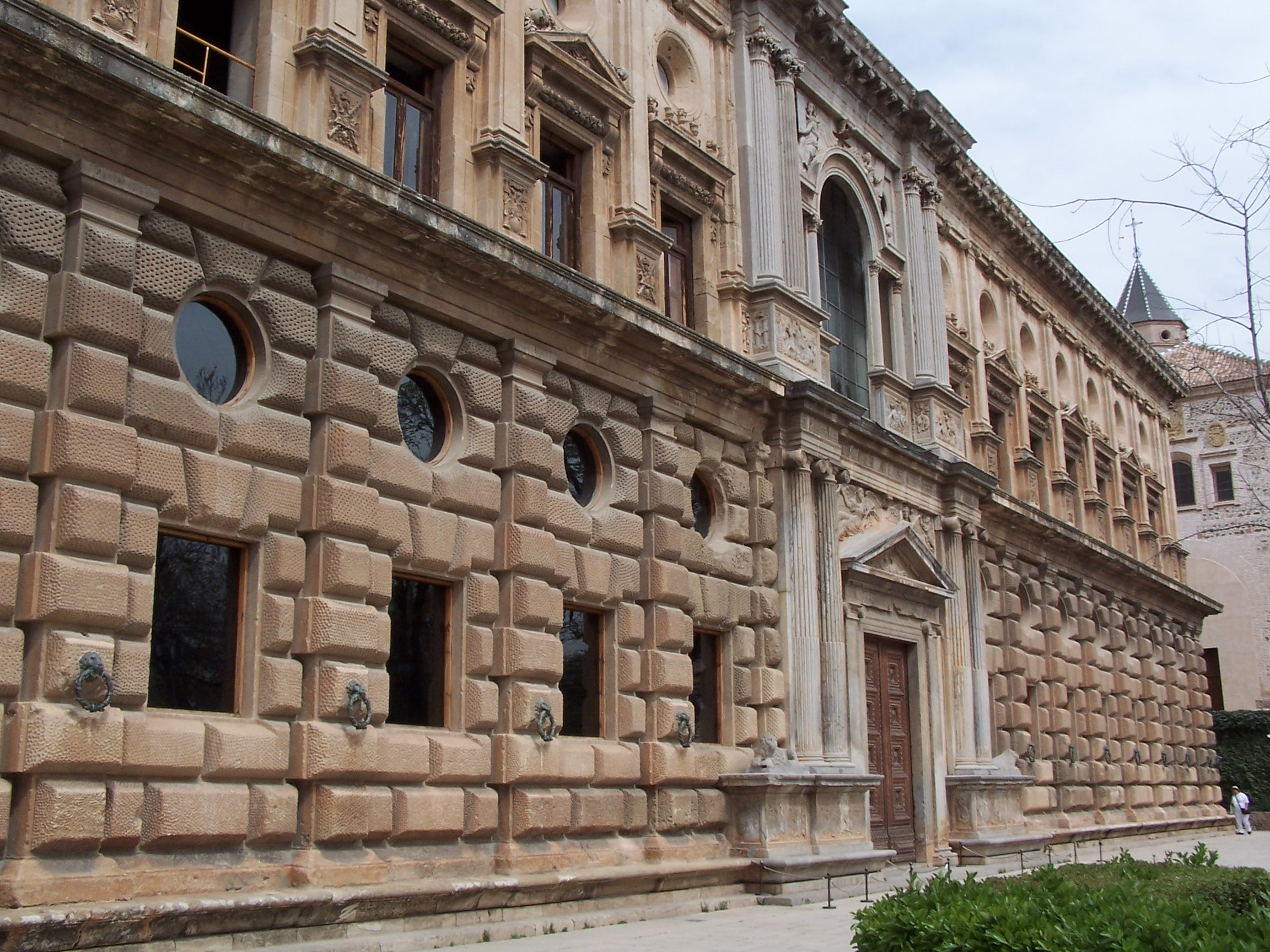
Дворец Карла V, южный фасад

Дворец Карла V (Palacio de Carlos V) начал строиться архитектором Педро Мачука для императора рядом с дворцами Насридов в 1527 г., но в 1568 г. строительство было приостановлено на 15 лет из-за восстания морисков. Ренессансная архитектура дворца в духе итальянского маньеризма (архитектор долго жил в Италии) резко контрастирует с соседними постройками. После смерти Педро Мачука в 1550 г. работы продолжил его сын Луис (построивший круглый двор), здесь работали также Хуан де Ореа и Хуан де Минхарес. Впрочем, дворец достраивался до самого 1957 г., отчего носит отпечаток разных эпох. Дворец квадратный в плане (63 х 17,4м), но имеет внутренний круглый двор (диаметром 30 м). Имеет два этажа, на фасадах которых пилястры чередуются с парами окон — прямоугольным и сверху круглым. Первый этаж выполнен в стиле тосканского ордера и рустован, к пилястрам прикреплены декоративные железные кольца для привязывания коней. На втором этаже сделан ряд балконов, его окна богаче украшены, пилястры — ионического ордера. Парадный вход с восточной стороны выделен четырьмя группами дорических колонн, на фронтоне над главной дверью — аллегорическая фигура Гранады. Со двора оба этажа образуют галереи, первый — с дорическими колоннами, второй — с ионическими.
С 1958 г. на втором этаже здания находится Музей изящных искусств Гранады (Museo de Bellas Artes de Granada), с 1994 г. в южном крыле первого этажа — Музей Альгамбры (Museo de la Alhambra), музей исламского искусства, где экспонируются в основном археологические находки, сделанные в самой Альгамбре.

### Парталь

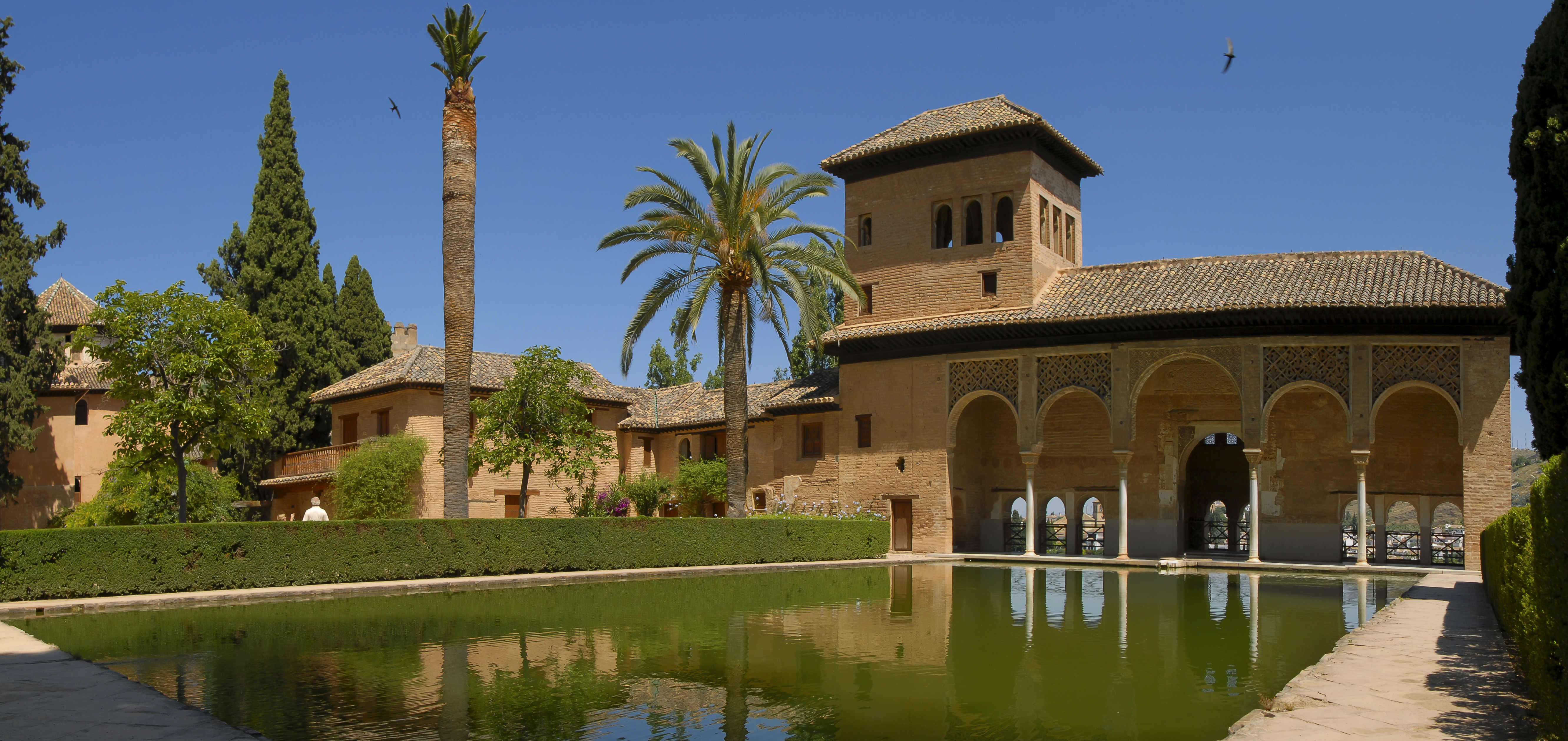
Парталь

Название «Парталь» (Partal, от арабского слова, означающего «портик») носит зона к востоку от дворца Насридов. Изредка её называют двором Смоковницы (Patio de la Higuera). Значительную её часть ранее составлял дворец Парталь (Palacio del Partal), или дворец Портика (Palacio del Pórtico), построенный раньше насридских дворцов — в начале XIV в., при Мухаммеде III. От этого дворца осталось очень немногое; наибольшее из его строений — башня Дам (Torre de las Damas), или башня Князя (Torre del Príncipe), встроенная в наружную стену. Её портик с пятью арочными входами выходит к прямоугольному водоему, как и у прочих дворцов. Внутренняя отделка тоже похожа: разноцветные изразцы понизу стен, над ними гипсовая лепнина, деревянный потолок. Сверху находится башенка (mirador), откуда открывается вид на долину реки Дарро, как и из нижнего квадратного зала. По легенде, именно из этой башни к своим восставшим сторонникам бежал будущий эмир Боабдиль.

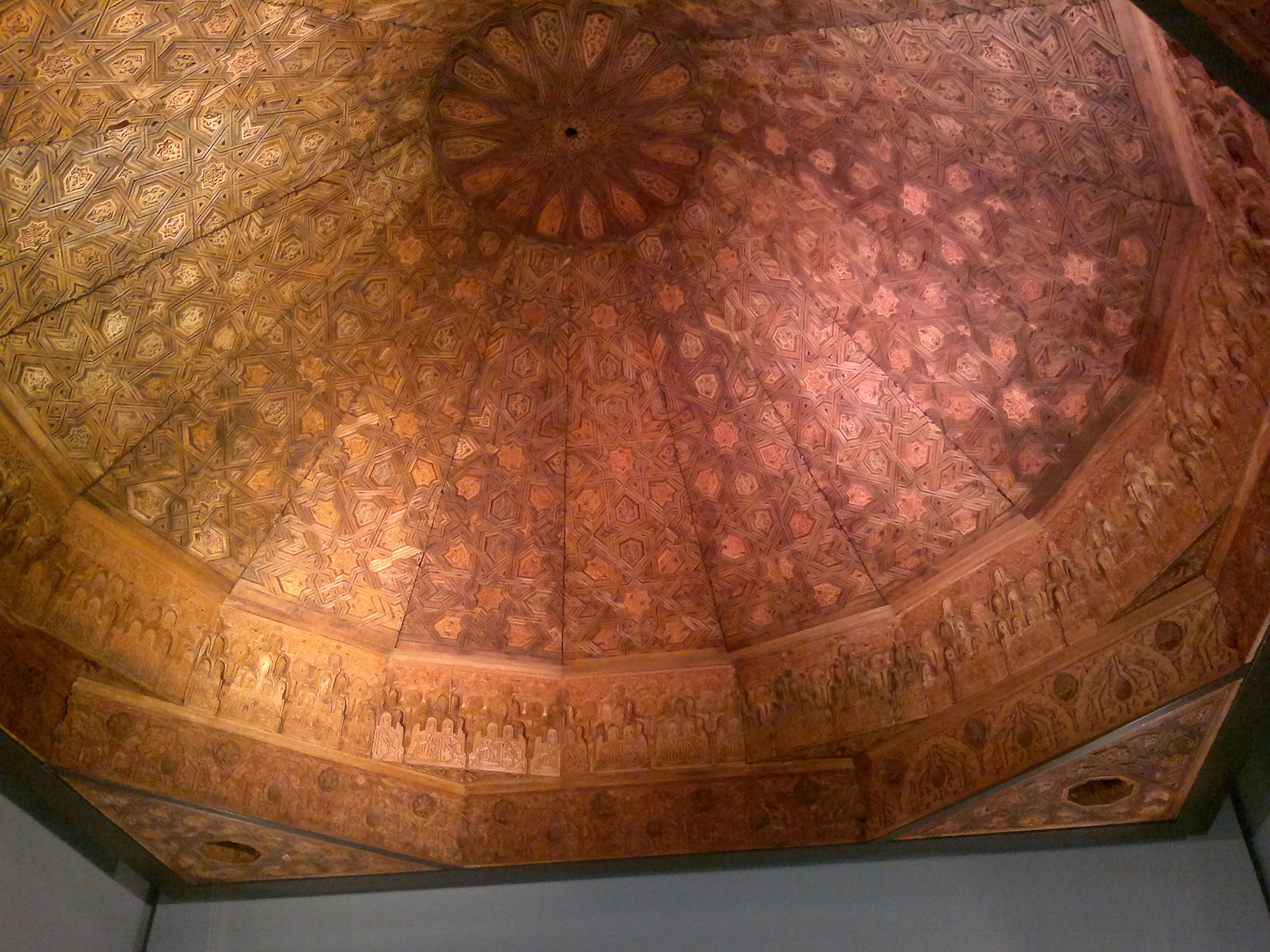
Куполообразный потолок Альгамбры. Гранада, начало XIV века. Кедр и тополь, резьба, частично окрашена. 1,90 х 3,55 × 3,55 м. Музей исламского искусства в Берлине

Во второй половине XIX в. здесь было частное жилище; в 1865 г. землю с этим зданием купил немецкий банкир Артур фон Гвиннер, в 1891 г. он подарил её испанскому государству, но взамен получил разрешение вывезти декоративный потолок. С 1978 г. потолок выставлен в Музее исламского искусства в Берлине. Реставрация башни была закончена в 1924 г.
Здесь же находятся девять арабских домиков, возможно, более поздней постройки, между водоемом и дворцовым комплексом; в одном из них можно видеть фрески середины XIV в. с изображением сцен охоты, войны, фантастических животных. Правей башни Дам, тоже в стене, расположена Молельня (Oratorio del Partal), или башня Михраба (Torre del Mihrab), украшенная гипсовой лепниной и соответственно имеющая михраб, обращенный на восток.
Южней этой зоны находятся сады Парталь (Jardines del Partal), на территории, где раньше находились жилища арабских вельмож. Ещё южней когда-то стоял дворец Юсуфа III (Palacio de Yusuf III), от которого сохранились только фундаменты, а на месте центрального двора — водоем. После испанского завоевания в нём жили алькальды (губернаторы) Гранады, и он соответственно назывался дворцом Мондехар или Тендилья (по их титулам). В 1718 г. Филипп V в наказание за измену лишил титула и должности тогдашнего графа де Тендилья и велел снести дворец.

### Верхняя Альгамбра, илиМедина
Место, где находилась жилая зона Альгамбры: особняки, более простые дома, базары, бани и мечеть. Здесь жил обслуживающий персонал дворца и располагались ремесленные мастерские. Центральная улица, ныне называемая Королевской улицей (Calle Real), идет с запада, от Винных ворот, на восток в направлении Хенералифе. Параллельно ей прежде проходил оросительный канал, называвшийся сначала Султанским, а потом Королевским.

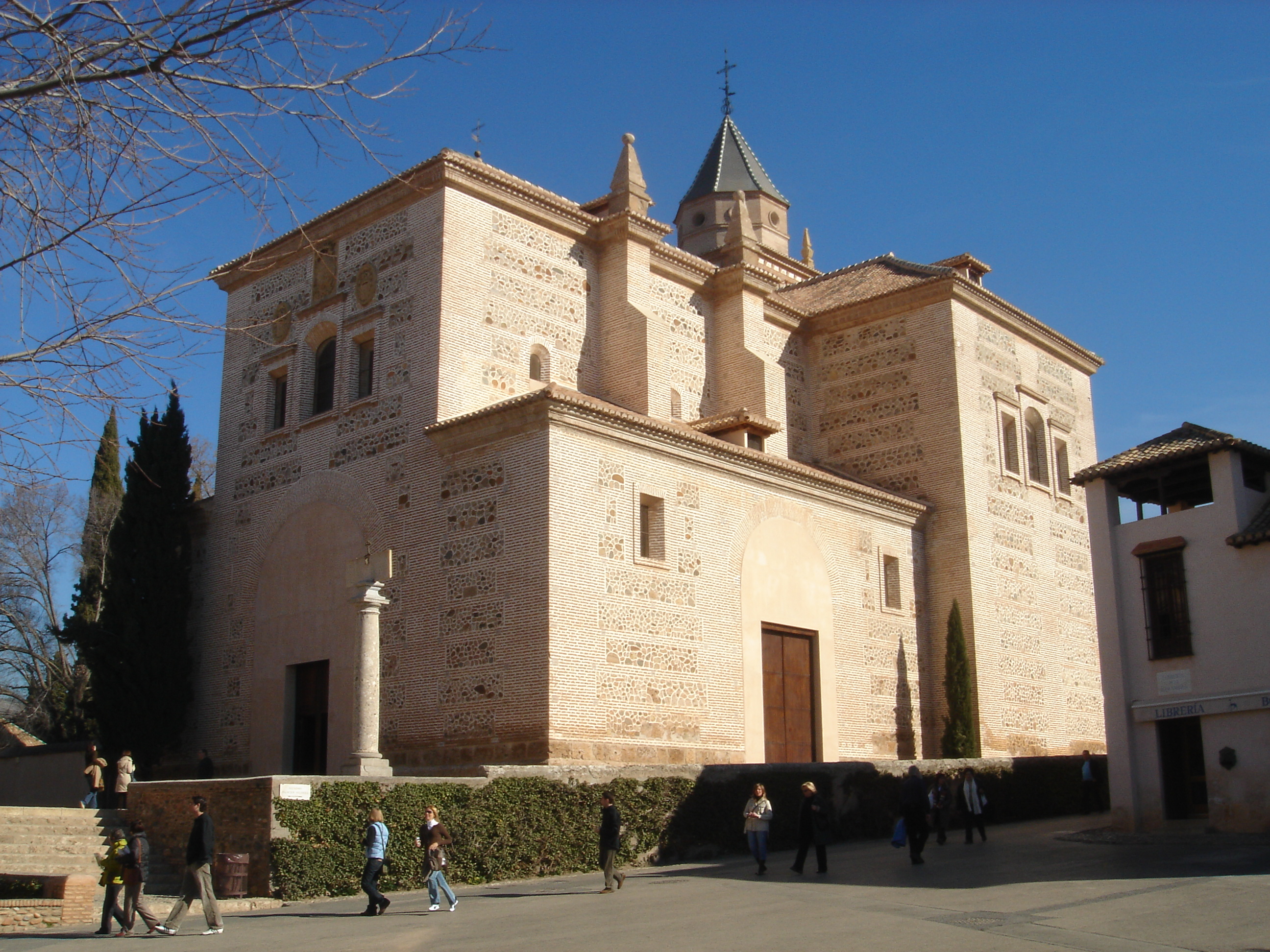
Церковь Санта-Мария-де-ла-Альгамбра

- Церковь Санта-Мария-де-ла-Альгамбра (Iglesia de Santa María de la Alhambra). Построена в 1581—1618 гг. на месте Большой мечети по планам Хуана де Эрреры и Хуана де Ореа архитектором Амбросио де Вико, несколько упростившим их. Имеет в плане форму латинского креста. Барочный алтарь с витыми колоннами выполнил Алонсо де Мена в 1571 г., так же как распятие и статуи свв. Урсулы и Сусанны. Главную статую, Святой Девы Печалей (Virgen de las Angustias), представляющую собой пьету, изваял в 1750—1760 гг. Торквато Руис дель Пераль. Во время Страстной недели эту статую торжественно проносят крестным ходом на серебряных носилках, изображающих аркады Львиного дворика.
- Рауда (Rauda, Rawda). Это слово значит «сады», но на этом месте, примыкающем к Дворцу Львов, находилось кладбище членов царствующего дома. Было найдено в конце XIX в.; могилы оказались пустыми, потому что Боабдиль перезахоронил предков близ замка Мондухар. К нему примыкают ворота Рауды (Puerta de la Rauda), сохранившиеся от башни Рауды (Torre de la Rauda), ныне восстановленной; они вели во Дворец Львов. Это четырёхугольное в плане строение с землебитным куполом и тремя подковообразными арками; купол расписан имитацией кирпичной кладки.
- Бани при Большой мечети (Baños de la Mezquita). Построены в 1302—1309 гг., перестроены в XIX в. и получили название «дом Полинарио» (Casa del Polinario), поскольку в то время там находилась таверна, которую держал певец и музыкант, кантаор Антонио Барриос по прозвищу «Полинарио», отец известного композитора и гитариста Анхеля Барриоса. С 1975 г. там устроен музей Анхеля Барриоса.
- Бывший монастырь Сан-Франсиско (Convento de San Francisco) построен в 1495 г. на фундаменте разрушенного арабского дворца. В его бельведере поначалу похоронили Католических королей, прежде чем их останки перенесли в Королевскую капеллу при соборе. В 1835 г. здание было превращено в интендантский склад и жилой дом, с 1928 г. в нём разместились художники-пейзажисты. С 1954 г. в бывшем здании монастыря находится туристская гостиница из сети парадоров — Parador de Granada. Через его дворик проходил Королевский канал.
- Сухой сад (Secano, буквально «сухая земля»). Это название появилось с XVI в., когда были разрушены ведшие сюда акведуки. Бывшая территория ремесленного квартала; видны фундаменты домов, мастерских, гончарных печей. Вдоль неё идет кипарисовая аллея, где деревья пострижены в форме аркады; так делается с тридцатых годов XX в., чтобы туристы с аллеи могли видеть квартал.
- Дворец Абенсеррахов (Palacio de los Abencerrajes). Был построен в XIII в. и стоял рядом с одноимённой башней; принадлежал одному из самых знатных родов эмирата. В 1812 г. взорван французскими оккупантами; уцелели только фундаменты, башня и водоем.

### Башни и ворота Альгамбры
Помимо уже упомянутых, сохранились следующие башни и ворота:
- Куриная башня (Torre de las Gallinas), или башня Мухаммеда (torre de Muhammad). Прикрывала западный вход во дворец Комарес.

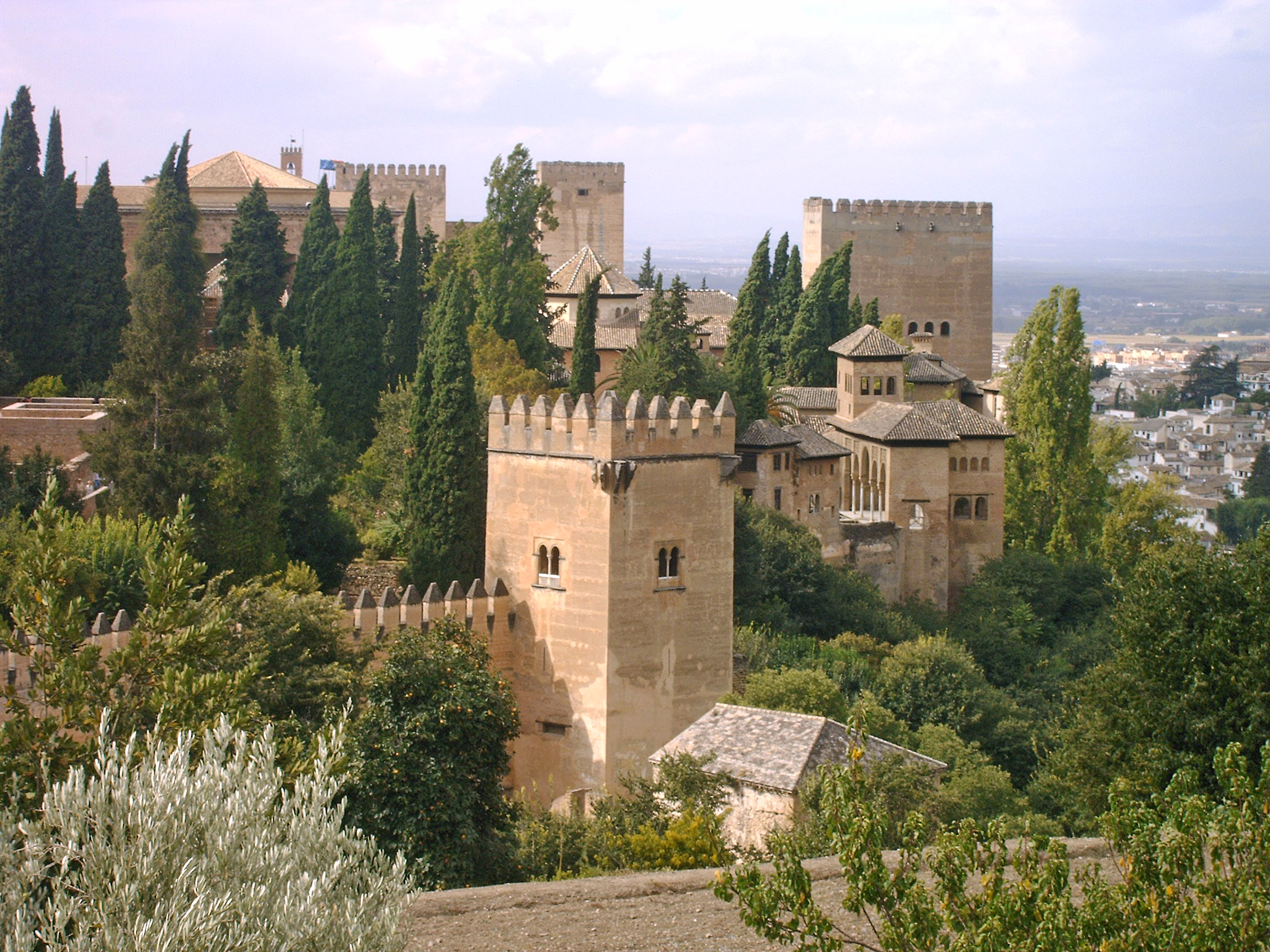
Башня Пик: вид из Хенералифе

- Башня Пик (Torre de los Picos). Защищала Окраинные ворота (Puerta del Arrabal), дававшие проход в Хенералифе, и Железные ворота (Puerta de Hierro), ведущие к бастиону, который вместе с этими воротами был построен после христианского завоевания по приказу графа де Тендильи. Конец XIII — начало XIV в. Обязана своим названием, по разным версиям, то ли кронштейнам на уровне верхнего этажа, с которых якобы можно было обозревать наружную стену башни и территорию перед ней, то ли остроконечным зубцам. Состоит из трех этажей; отличается от других башен готическим стилем.
- Башня Кадия (Torre del Cadi). В XVI в. называлась также Башней узника (Torre del Preso), в XVII и XVIII — Башней Пробегающей Лисы (Torre del Paso de la Zorra). В неё есть доступ по дозорному пути. Находится напротив прохода в Хенералифе. В 1924 г. реставрирована.
- Башня Пленницы (Torre de la Cautiva). Построена в конце XIII в., перестроена в XIV в. С XVI в. была известна как Башня Воровки (Torre de la Ladrona) и Башня Султанши (Torre de la Sultana). В XIX в. её название изменили, предположив, что в ней жила в заточении Исабель де Солис, позже принявшая ислам, получившая имя Зорайя и ставшая любимой женой эмира Мулей Хасана, отца Боабдиля. Как и соседняя Башня Принцесс, это «башня-дворец» (torre-palacio, или по-арабски qalahurra), то есть жилое строение, а не просто оборонительное сооружение; довольно хорошо сохранившаяся отделка жилых покоев характерна для домов гранадской знати времен эмирата.
- Башня Принцесс (Torre de las Infantas). В XVI в. называлась башней Руиса-и-Кинтарнайя (Torre de Ruiz y Quintarnaya) по имени её жильца, а современное название получила в XVII в., поскольку её связали с легендой о принцессах Заиде, Зораиде и Зорагаиде, позже пересказанной Вашингтоном Ирвингом в «Альгамбре». Внутри находятся богатые аристократические покои. Любопытно, что русский архитектор К. К. Рахау, побывавший здесь как пенсионер Академии художеств, сделал проект реставрации Башни принцесс и даже получил за это в 1862 г. на выставке в Париже золотую медаль[5]; но об осуществлении его проекта нигде не упоминается.
- Башня Конца Улицы (Torre del Cabo de la Carrera). Цилиндрическая башня чисто военного назначения. Называется так, потому что здесь кончалась улица Калье Майор. Построена либо восстановлена Католическими королями в 1502 г., взорвана при отступлении наполеоновскими войсками в 1812 г.
- Водная башня (Torre del Agua). Прикрывала акведук, по которому из реки Дарро в Альгамбру через Хенералифе поступала вода. Самая восточная башня стены. Была взорвана французами в 1812 г.
- Башня Хуана де Арсе (Torre de Juan de Arce). Названа в честь испанского юриста XVI в. Хуана де Арсе де Оталора. Взорвана французами в 1812 г.
- Башня Бальтасара де ла Крус (Torre de Baltasar de la Cruz). Также оборонительная башня, взорванная в 1812 г. Сохранилась только нижняя часть. Реставрирована в 2001 г.
- Семиярусная башня (Torre de los Siete Suelos). Построена в XV в. Названа так, поскольку в ней, по легенде, было семь подземных этажей, рассчитанных на оборону, хотя известно только два. Здесь же находятся ворота (построенные раньше), над которыми выбит девиз Насридов: «Нет победителя, кроме Аллаха». При арабах назывались «Биб аль-гудур», то есть Ворота ям, поскольку напротив находились подземелья для узников. Легенда, что в подвалах этой башни скрыты сокровища, упомянута В. Ирвингом в «Альгамбре». Из этим самых ворот якобы вышел Боабдиль, чтобы сдать крепость Католическим королям, попросив, чтобы с тех пор эти ворота заперли и никто через них не ходил. Ворота были частично разрушены французами в 1812 г. и восстановлены в 1970-е гг.
- Капитанская башня (Torre del Capitán). Оборонительная башня. С 2002 г. биологи устроили в этой башне искусственные гнезда пустельги, чтобы воссоздать здешнюю популяцию этих птиц.
- Башня Ведьм (Torre de las Brujas), или Ведьмы (de la Bruja). Раньше называлась Башней Аталайя (Torre de la Atalaya).
- Башня Голов (Torre de las Cabezas), ранее Башня Оков (Torre de las Prisiones). К ней в христианский период в XV в. пристроен снаружи пятиугольный бастион, под названием Бастион Оливы (Baluarte del Olivo), для артиллерии. Название получила из-за сделанных на бастионе водостоков -гаргулий в виде гротескных бородатых голов. На этой башне тоже есть искусственные гнезда.
- Башня Абенсеррахов (Torre de los Abencerrajes), или Счетоводская (de la Contaduría). Построена рядом с бывшим дворцом Абенсеррахов.
- Ворота Телег (Puerta de los Carros), проделанные в южной стене между башней Абенсеррахов и воротами Справедливости — вероятно, для подвоза материалов для строительства дворца Карла V.

## Хенералифе

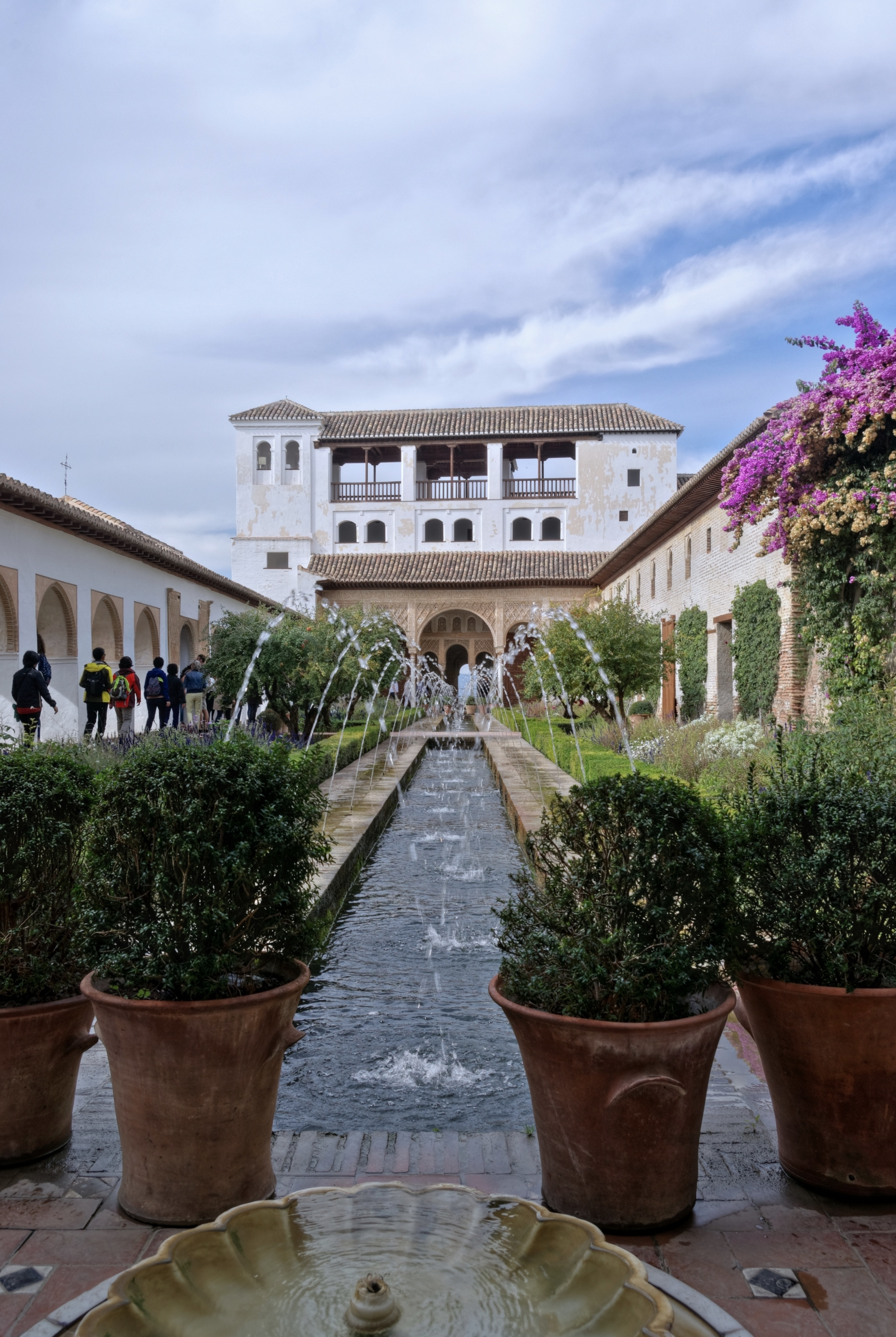
Дворик Оросительного канала

Бывшая летняя резиденция эмиров, расположенная к востоку от собственно крепости и соединённая с ней несколькими дорогами. В состав комплекса входят дворец, сады и ряд второстепенных сооружений. Дворец Хенералифе (Palacio del Generalife) построен в XIII в. и перестроен в 1319 г. Его фасад сделан намеренно простым и скромным, контрастируя с богатым интерьером в стиле дворцов Альгамбры. Самое сильное впечатление в нём производит Дворик Оросительного канала (Patio de la Acequia), через который проходил тот же канал, следы которого видны в Альгамбре; здесь он обрамлен двумя рядами водяных струй, а вдоль берегов посажены цветы, кусты и деревья. Он выводит к смотровой площадке (мирадору), открывающему прекрасный вид на город. Восточней дворца на холме расположены Верхние сады (Jardines Altos), разбитые в XIX в.; здесь обращают на себя внимание Водяная лестница (Escalera del Agua), идущая вдоль каскада в перилах, и Романтический мирадор (Mirador Romántico) 1836 г. в неоготическом стиле, контрастирующем с остальными строениями. Нижние сады (Jardines Bajos) с каналами, фонтанами и искусно подстриженными деревьями и кустами появились только в начале XX в.; в 1952 г. в них построили открытый театр (Teatro del Generalife) для проведения фестивалей музыки и танца.

## Альгамбрский лес
В арабский период пространство вокруг Альгамбры оставляли пустым из оборонительных соображений. Парк, называемый Альгамбрским лесом (Bosque de la Alhambra) и обрамляющий крепость с северо- и юго-запада, разбили только при испанской власти в первой половине XVII века.
С запада в парк ведут Ворота Гранатов (Puerta de las Granadas), построенные в 1536 г. Педро Мачукой на месте бывших арабских ворот. Представляют собой тройную триумфальную арку, фронтон которой украшен тремя гранатами и двуглавым орлом с гербом Карла V. За воротами дорога делится на три дорожки. Правая ведёт к музыкально-концертному комплексу «Аудиторио Мануэль де Фалья» и съёмной вилле «Кармен де лос Мартирес», расположенным уже за пределами леса. Правее правой дорожки, к югу от Ворот Гранат, стоят Алые башни (Torres Bermejas) — памятник арабской фортификационной архитектуры, построенный ещё в IX в., хотя они перестраивались и при Насридах, и в XVI в., и в XX в. Это три разновысоких башни с бастионом при центральной, самой высокой. Центральная дорожка ведёт к восточному входу в крепость и ко входу в Хенералифе; сбоку от неё прячутся среди деревьев ворота Биб-Рамбла (Puerta de Bib-Rambla), или Биб аль-Рамбла. Это копия ворот, построенных в арабские времена не то в XI—XII вв., не то при Насридах на одноимённой площади Гранады. Тогда они назывались также Аркой ушей или Аркой рук, поскольку на них выставлялись соответствующие части тела, отрубленные у осужденных. В 1884 г. ворота снесли из-за ветхости, а в 1935 г. выстроили их копию в Альгамбрском лесу.
Левая дорожка направляется прямо к стене крепости. У самой развилки находится мраморный крест, воздвигнутый в 1599 г. в рамках «рекатолизации» города. Дальше у этой же дорожки стоит памятник Вашингтону Ирвингу — статуя в полный рост с надписью на пьедестале «Hijo de la Alhambra» (Сын Альгамбры). Статуя выполнена мадридским скульптором Хулио Лопесом и установлена в 2009 г. по случаю 150-й годовщины смерти писателя. Дорожка выходит к Фонтану Карла V (Pilar de Carlos V), возведённому по проекту Педро Мачука в 1525 г. и восстановленному в 1624 г. в связи с визитом Филиппа IV. Вода в нём вытекала из трёх маскаронов, символизировавших, по разным версиям, то ли окрестные реки Дарро, Хениль и Бейро, то ли времена года — Весну, Лето и Осень. Украшен также имперским двуглавым орлом, гранатами как символами Гранады, фигурами путти и т. д. Расположен у вертикальной стены бастиона, на который выходят Ворота справедливости.

## Альгамбра в литературе и искусстве

### В литературе
В Альгамбре полностью или частично происходит действие следующих литературных произведений:
- Хинес Перес де Ита. Повесть о Сегри и Абенсеррахах, мавританских рыцарях из Гранады (1595). Исторический роман.
- Мадлен де Скюдери. Альмагида, или Рабыня-королева (1660—1663). Роман.
- Джон Драйден. Завоевание Гранады (1670—1672). Трагедия в двух частях.
- Генрих Гейне. Альманзор (1823). Трагедия.
- Франсуа-Рене де Шатобриан. История последнего из Абенсеррахов (1826). Повесть.
- Виктор Гюго. Гранада (1828). Стихотворение из цикла «Восточные мотивы».
- Вашингтон Ирвинг. Альгамбра (1832). Сборник рассказов.
- Эдвард Бульвер-Литтон. Лейла, или осада Гренады (1837). Роман.
- Федерико Гарсиа Лорка. Донья Росита, девица, или Язык цветов (1935). Пьеса в стихах.
- Амин Маалуф. Лев Африканский (1986). Роман. (Действие первой части происходит в Альгамбре).
- Филиппа Грегори. Вечная принцесса (2005). Роман (биография Екатерины Арагонской).
- Жульетта Бенцони. Катрин. Время любить.
- Джеймс Фенимор Купер. «Мерседес из Кастилии» (Mercedes of Castile: or, The Voyage to Cathay). Роман.
- Ханья Янагихара. «Маленькая жизнь» (2015). Роман.
- Салман Рушди " Прощальный вздох Мавра "

### В музыке
- Жозеф-Никола-Панкрас Руайе. Заида, королева Гренады (1739). Героический балет.
- Исаак Альбенис. Пьеса «В Альгамбре» из цикла «Воспоминания о путешествии» (1886—1887).
- Томас Бретон. В Альгамбре (1887). Симфоническая поэма.
- Руперто Чапи. Гномы Альгамбры (1891). Пьеса.
- Франсиско Таррега. Воспоминания об Альгамбре (1896). Пьеса для гитары.
- Клод Дебюсси. Пьеса для двух фортепиано «Линдараха» (1901). Фортепианная прелюдия «Винные ворота» (Puerta del Vino, 1910)
- Джулиан Андерсон. Фантазия на темы Альгамбры (2000). Сборник оркестровых пьес.

### В кино
- Эльдорадо (1921). Производство — Франция. Режиссёр — Марсель Л’Эрбье.
- Красотка из «Альгамбры» (1989). Производство — Испания, Куба. Режиссёр — Энрике Пинеда Барнет.
- Сериал «Воспоминания об Альгамбре[англ.]» (2018). Производство — Южная Корея.

### В компьютерных играх
- В серии игр «Цивилизация» появляется как одно из чудес света

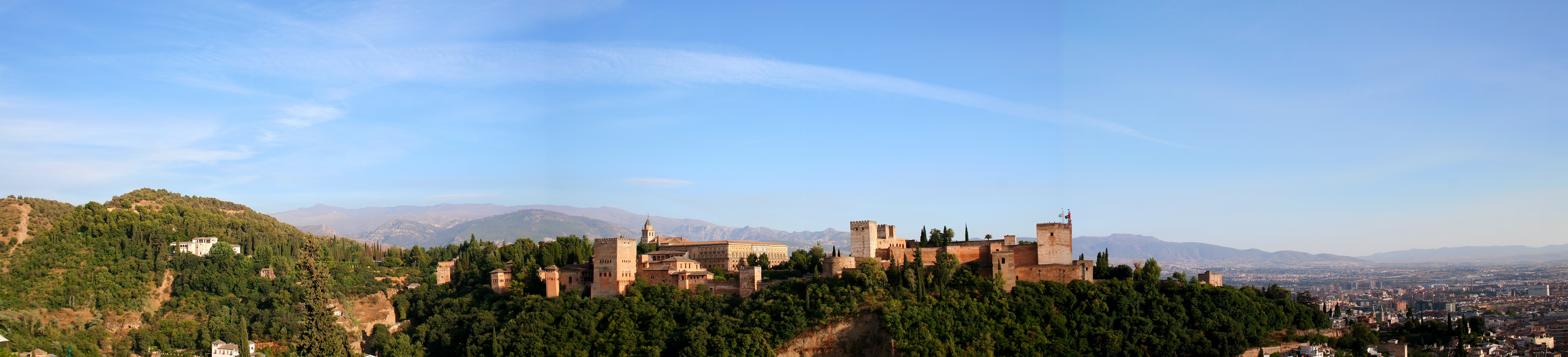
Панорама Альгамбры на фоне гор Сьерра-Невада